# Атамбаев, Утешкали Дуйсенгалиевич
Утешкали Дуйсенгалиевич Атамбаев (родился 20 сентября 1910 года в Гурьевском округе в Уральской области — умер 26 сентября 1994) — советский государственный деятель, заместитель председателя Совета Министров Казахской ССР (1961—1963), министр финансов Казахской ССР (1955—1961).
В 1935 окончил Куйбышевский планово-экономический институт, работал в окружном отделении статистики в Гурьеве (сейчас Атырау), референт окружного комитета ВКП(б) в Гурьеве, председатель правления сельского общества потребителей, инструктор областного союза общественных объединений потребителей, председатель городского союза общественных объединений потребителей, помощник управляющего Гурьевского отделения Государственного банка.
В 1936—1940 гг. — старший инспектор, начальник сектора и ревизор контроля Казахского республиканского отделения Государственного банка, в 1940—1942 гг. — контролер и старший контролер Народного Комиссариата Государственного Контроля Казахской ССР, в 1942—1945 гг. — 1-й заместитель народного комиссара финансов Казахской ССР, в 1945—1955 гг. — постоянный представитель Совета Народных Комиссаров/Совета Министров Казахской ССР при Совете Народных Комиссаров/Совета Министров СССР.
В 1955—1961 гг. — министр финансов Казахской ССР, в 1961—1963 гг. — заместитель председателя Совета Министров и министр иностранных дел Казахской ССР, с января 1963 по ноябрь 1966 — председатель исполнительного комитета Восточно-Казахстанского промышленного областного совета/Восточно-Казахстанского облсовета, с ноября 1966 по ноябрь 1973 — снова постоянный представитель Совета Министров Казахской ССР при Совете Министров СССР, затем на пенсии.

## Награды
- Орден Ленина
- Орден Октябрьской Революции
- Орден Трудового Красного Знамени (дважды)
- Орден Красной Звезды
- Орден Знак Почёта